# Anaspis diversipes
Anaspis diversipes es una especie de coleóptero de la familia Scraptiidae.

## Distribución geográfica
Habita en China.